# Kościół św. Antoniego Padewskiego, św. Stanisława oraz Matki Boskiej Różańcowej w Tomaszowie Mazowieckim
Kościół świętego Antoniego Padewskiego, świętego Stanisława oraz Matki Boskiej Różańcowej – rzymskokatolicki kościół parafialny w Tomaszowie Mazowieckim należący do dekanatu tomaszowskiego archidiecezji łódzkiej.
Jest to świątynia wybudowana w latach 1862–1864, następnie została rozbudowana w latach 1888-1891 według projektu architekta Konstantego Wojciechowskiego z Warszawy. Budowla została wzniesiona w stylu neorenesansowym, na planie krzyża, składa się z trzech naw. Kościół jest murowany, jedynie pierwotne sklepienie w nawie głównej od ambony do chóru muzycznego jest drewniane. Świątynia jest orientowana i ozdobiona na frontonie dwiema wieżami. W dniu 28 maja 1899 roku została konsekrowana przez biskupa Kazimierza Ruszkiewicza, sufragana warszawskiego.
Do wyposażenia kościoła należą 3 ołtarze drewniane: ołtarz główny, ołtarz św. Franciszka i Matki Bożej Częstochowskiej, 2 ołtarze marmurowe: Matki Bożej Nieustającej Pomocy i Miłosierdzia Bożego. Zabytkowa ambona posiada drewniany korpus, zapledzie, baldachim oraz metalowe schody z balustradą. Ołtarze i ambona są ozdobione czarną polichromią ze złoconymi ornamentami.